# عین شیب
عین شیب (به عربی: عین شیب) یک روستا در سوریه است که در ناحیه مرکزی ادلب واقع شده‌است. عین شیب ۲٬۴۱۵ نفر جمعیت دارد.